# 쑤언록현
쑤언록현(베트남어: Huyện Xuân Lộc / 縣春綠)은 베트남 동나이성의 현이다.
2003년 현재 쑤언록현의 인구는 207,773명이며, 면적은 727km2이다. 현청은 자라이 시진에 위치해 있다. 국도 1호선을 통해 호찌민시의 바깥으로 이어지고 있다.
역사적으로 베트남 전쟁 당시인 1975년의 쑤언록 전투가 유명한데, 베트남 전쟁 최후의 가장 큰 전투였으며, 베트남 인민군 4사단의 진격을 막기 위해 베트남 공화국 육군의 모든 가용 병력을 쏟아부은 전투였다.

## 행정구역
1개의 시진(市鎭)과 15개의 사(社)가 있다.

### 시진
- 자라이 시진 (Thị trấn Gia Ray / 市鎭嘉來)

### 사
- 바오호아 (Xã Bảo Hòa / 社保和)
- 랑민 (Xã Lang Minh / 社廊明)
- 수오이까오 (Xã Suối Cao / 社帥高)
- 수오이깟 (Xã Suối Cát / 社帥吉)
- 짱따오 (Xã Trảng Táo / 社浪噪)
- 쑤언박 (Xã Xuân Bắc / 社春北)
- 쑤언딘 (Xã Xuân Định / 社春定)
- 쑤언히엡 (Xã Xuân Hiệp / 社春協)
- 쑤언호아 (Xã Xuân Hòa / 社春和)
- 쑤언흥 (Xã Xuân Hưng / 社春興)
- 쑤언푸 (Xã Xuân Phú / 社春富)
- 쑤언떰 (Xã Xuân Tâm / 社春心)
- 쑤언타인 (Xã Xuân Thành / 社春城)
- 쑤언토 (Xã Xuân Thọ / 社春壽)
- 쑤언쯔엉 (Xã Xuân Trường / 社春長)

## 같이 보기
- 쑤언록 전투